# تشانغ جون (قاضي)
تشانغ جون (بالصينية: 张军) هو قاضي صيني، ولد في 1 أكتوبر 1956 في Boxing County ‏ في الصين.